# Wioślarstwo na Igrzyskach Panamerykańskich 2011
Wioślarstwo na Igrzyskach Panamerykańskich 2011 odbywało się w dniach 15–19 października 2011 roku na Pista de Remo y Canotaje  w Ciudad Guzmán. Stu dziewięćdziesięciu siedmiu zawodników obojga płci rywalizowało łącznie w czternastu konkurencjach.

## Podsumowanie

### Klasyfikacja medalowa
| Klasyfikacja medalowa | Klasyfikacja medalowa | Klasyfikacja medalowa | Klasyfikacja medalowa | Klasyfikacja medalowa | Klasyfikacja medalowa |
| Miejsce               | państwo               | Złoto                 | Srebro                | Brąz                  | Razem                 |
| --------------------- | --------------------- | --------------------- | --------------------- | --------------------- | --------------------- |
| 1                     | Argentyna             | 5                     | 2                     | 1                     | 8                     |
| 2                     | Stany Zjednoczone     | 4                     | 2                     | 2                     | 8                     |
| 3                     | Kuba                  | 3                     | 4                     | 2                     | 9                     |
| 4                     | Meksyk                | 2                     | 1                     | 1                     | 4                     |
| 5                     | Kanada                | 0                     | 3                     | 5                     | 8                     |
| 6                     | Brazylia              | 0                     | 2                     | 0                     | 2                     |
| 7                     | Wenezuela             | 0                     | 0                     | 2                     | 2                     |
| 8                     | Chile                 | 0                     | 0                     | 1                     | 1                     |
| Razem                 | Razem                 | 14                    | 14                    | 14                    | 42                    |

### Medaliści
| Jedynka                           | Ángel Fournier | Patrick Loliger | Emilio Torres |
| Dwójka podwójna                   | Argentyna · Cristian Rosso · Ariel Suárez | Kuba · Janier Concepción · Yoennis Hernández Arruez | Wenezuela · César Amaris · José Guipe |
| Dwójka podwójna wagi lekkiej      | Meksyk · Alán Armenta · Gerardo Sánchez | Kuba · Yunior Pérez · Eyder Batista | Kanada · Travis King · Terence McKall |
| Czwórka podwójna                  | Argentyna · Alejandro Cucchietti · Santiago Fernández · Cristian Rosso · Ariel Suárez                                                                                    | Kuba · Janier Concepción · Adrián Oquendo · Eduardo Eubio · Yoennis Hernández Arruez                                                                                     | Meksyk · Horacio Rangel · Edgar Valenzuela · Patrick Loliger · Santiago Sataella                                                                                  |
| Dwójka bez sternika               | Stany Zjednoczone · Michael Gennaro · Robert Otto | Brazylia · João Borges · Alexis Mestre | Kanada · Peter McClelland · Steven Van Knotsenburg |
| Czwórka bez sternika              | Argentyna · Sebastián Fernández · Joaquín Iwan · Rodrigo Murillo · Agustín Silvestro                                                                                     | Kanada · David Wakulich · Kai Langerfield · Blake Parsons · Spencer Crowley                                                                                              | Kuba · Yenser Basilo · Dionnis Carrión · Jorber Ávila · Solaris Freire                                                                                            |
| Czwórka bez sternika wagi lekkiej | Kuba · Wilber Turro · Liosbel Hernández · Liosmel Ramos · Manuel Suárez                                                                                                  | Argentyna · Nicolai Fernández · Diego Gallina · Carlo Lauro · Pablo Mahnic                                                                                               | Chile · Felipe Leal · Fernando Miralles · Rodrigo Muñoz · Fabián Oyarzún                                                                                          |
| Ósemka                            | Stany Zjednoczone · Jason Read · Stephen Kasprzyk · Matthew Wheeler · Joseph Spencer · Michael Gennaro · Robert Otto · Blaise Didier · Marcus McElhenney · Derek Johnson | Kanada · Peter McClelland · Steven Van Knotsenburg · David Wakulich · Kai Langerfield · Blake Parsons · Spencer Crowley · Joshua Morris · Benjamin De Wit · Mark Laidlaw | Argentyna · Sebastián Fernández · Joaquín Iwan · Rodrigo Murillo · Agustín Silvestro · Sebastián Claus · Diego López · Joel Infante · Mariano Sosa · Ariel Suárez |
| Kobiety                           | | | |
| Jedynka                           | Margot Shumway | María Best | Isolda Penney |
| Dwójka podwójna                   | Kuba · Yariulvis Cobas · Aimee Hernández | Stany Zjednoczone · Megan Walsh · Catherine Reddick | Kanada · Barbara McCord · Audra Vair |
| Czwórka podwójna                  | Argentyna · María Abalo · María Best · Milka Kraljev · María Rohner | Kanada · Melanie Kok · Barbara McCord · Audra Vair · Isolda Penney | Stany Zjednoczone · Megan Walsh · Michelle Sechser · Catherine Reddick · Chelsea Smith                                                                            |
| Dwójka bez sterniczki             | Argentyna · María Abalo · María Best | Stany Zjednoczone · Monica George · Megan Smith | Kanada · Sarah Bonikowsky · Sandra Kisil |
| Jedynka wagi lekkiej              | Jennifer Goldsack | Fabiana Beltrame | Yaima Velázquez |
| Dwójka podwójna wagi lekkiej      | Meksyk · Analicia Ramírez · Lila Pérez-Rul | Kuba · Yaima Velázquez · Yoslaine Domínguez | Stany Zjednoczone · Michelle Sechser · Chelsea Smith |